# José Baldomero Fernández Calviño
José Baldomero Fernández Calviño (Narón, província de la Corunya, 27 de setembre de 1936) fou un sociòleg i polític gallec, senador en la legislatura constituent i conseller de la Xunta de Galícia

## Biografia
Va estudiar batxillerat a l'Institut d'Ensenyament Mitjà de la Corunya. Es va diplomar a Madrid en l'escola de Sociologia i va obtenir el títol de Graduat Social en l'Escola de la Universitat de Santiago. Ha estat funcionari de l'Administració Local, director d'empresa, president de la Federació de Cofradies de Pescadors d'Espanya i de la Confederació Nacional de la Pesca de Producció. Articles i conferències de premsa. Pertany al Real Club Deportivo de La Coruña i al Club Noia.
Procedent del Frente de Juventudes, va militar en el Movimiento Nacional, va ser Delegat de Joventuts i Secretari Local del Movimiento i procurador en Corts de 1971 a 1977 per les Confraries de Pescadors. Després es va apuntar al Partit Gallec Independent. A les eleccions generals espanyoles de 1977 i 1979 fou escollit senador per la província de la Corunya per la UCD. També fou conseller de pesca en la Xunta de Galícia provisional. L'agost de 1982 va anunciar el seu ingrés al Centre Democràtic i Social d'Adolfo Suárez.